# Terje Rypdal

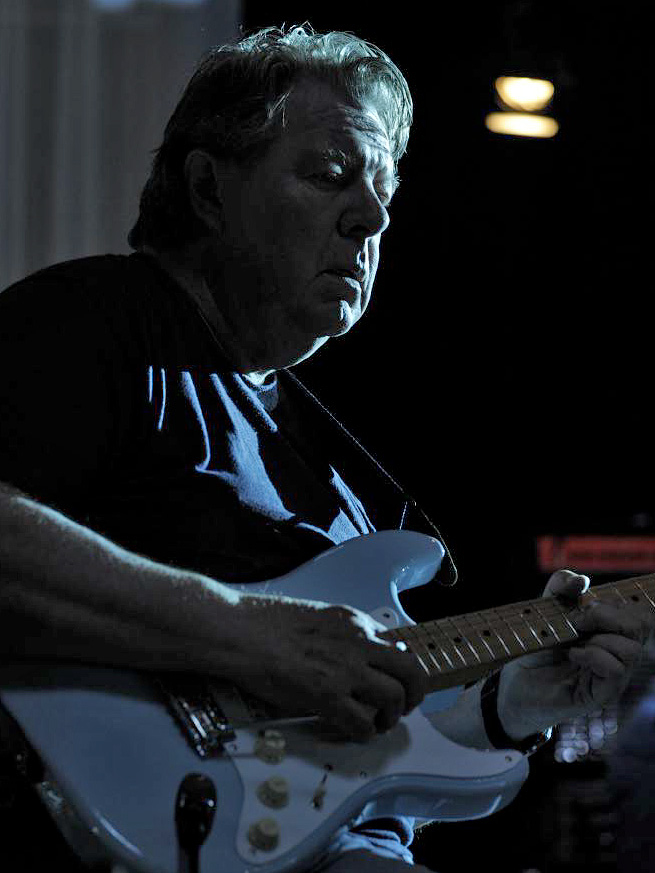
Terje Rypdal, moers festival 2010

Terje Rypdal (* 23. August 1947 in Oslo) ist ein norwegischer Gitarrist und Komponist und ein Mitglied der skandinavischen Jazz-Szene. 
Sein E-Gitarrenspiel mit verzerrten Tönen brachte Klänge in den modernen Jazz, die üblicherweise im Rock zu finden waren. Er hat in zahlreichen Formationen mitgewirkt, seine klassischen Kompositionen umfassen unter anderem sechs Symphonien, zwei Opern und kammermusikalische Werke.

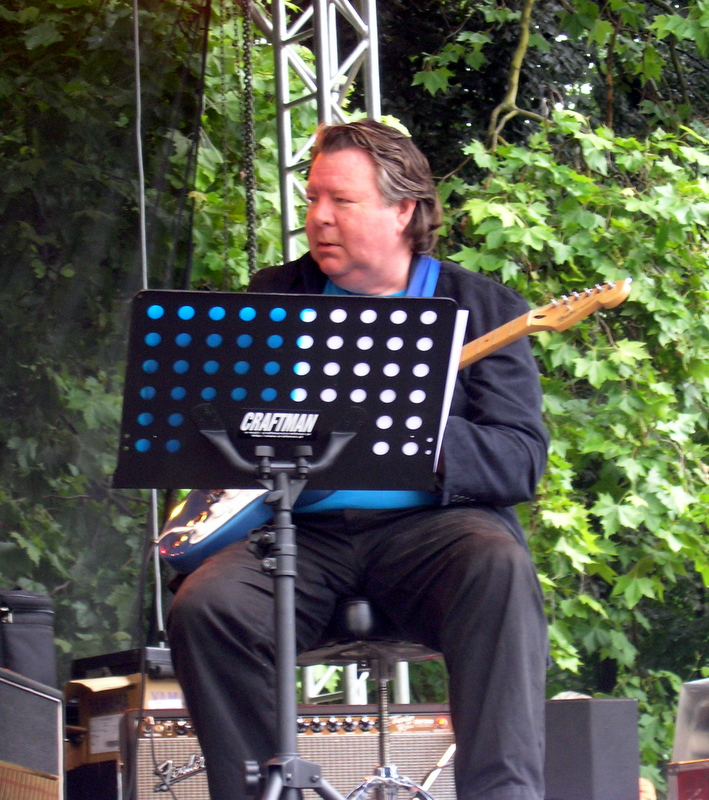
Terje Rypdal (2005)

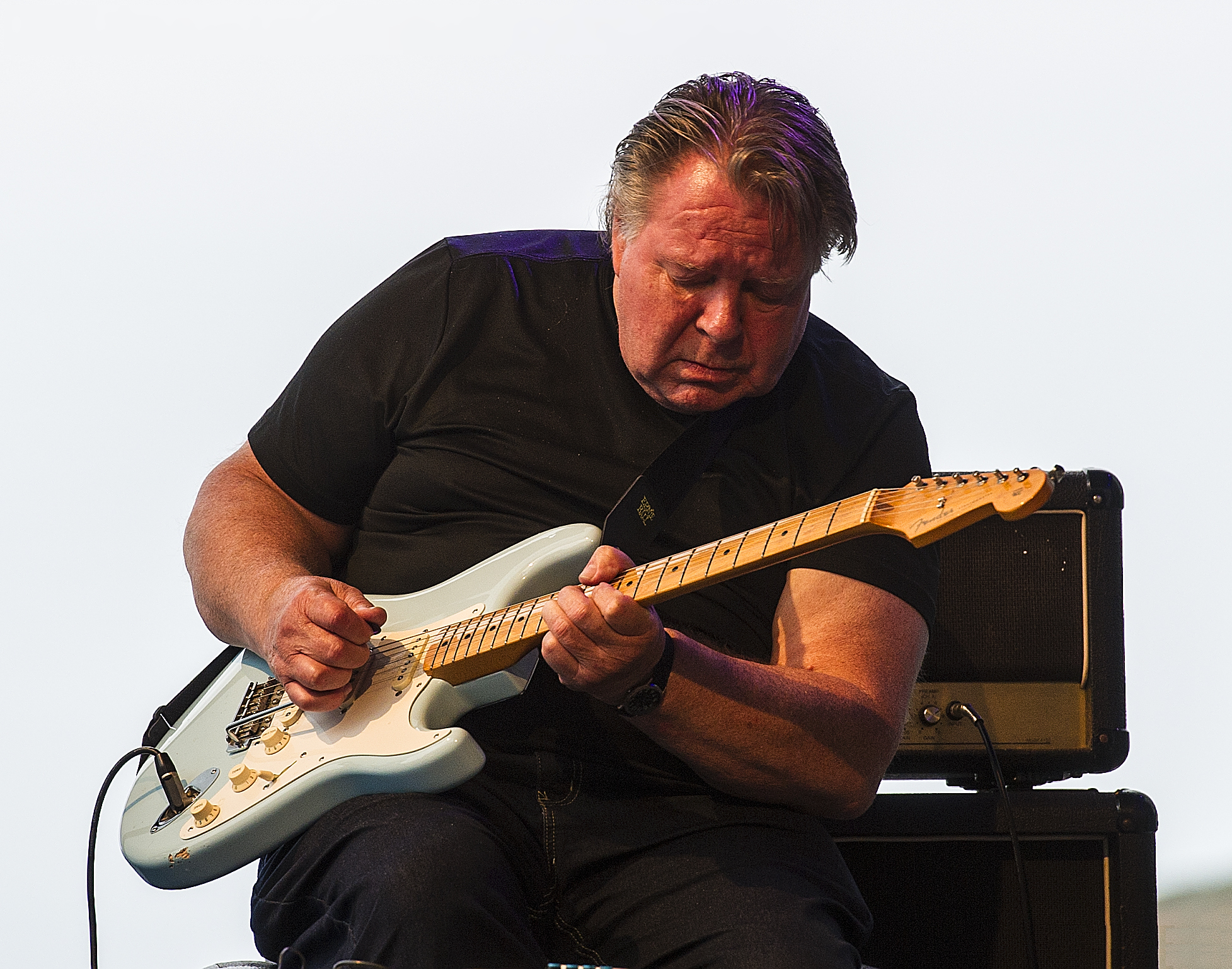
Terje Rypdal, Heineken Jazzaldia, 2016

## Leben und Wirken
Rypdal begann sich als Sohn eines Militärkapellenleiters und Klarinettisten früh für Musik zu interessieren. Ab seinem fünften Lebensjahr erhielt er Klavierunterricht und wechselte drei Jahre später zur Trompete. Mit zwölf Jahren lernte er dann als Autodidakt Gitarre spielen. Noch als Teenager wurde er Mitglied der norwegischen Instrumentalrockband Vanguards, mit der er es in die lokalen Popcharts schaffte. Dann entdeckte er die Musik von Jimi Hendrix und gründete 1967 die psychedelische Rockband Dream, wo er Jan Garbarek kennenlernte. Beeinflusst durch die Musik von György Ligeti entschied er sich, Musiker und Komponist zu werden. Während seines Musikstudiums an der Universität Oslo und am Konservatorium, unter anderem bei Finn Mortensen, wurde er zwischendurch Orchesterleiter bei der norwegischen Inszenierung des Musicals Hair.
Ende der 1960er Jahre wandte Rypdal sich mehr und mehr dem Jazz zu, zunächst auf seinem ersten Album unter eigenem Namen Bleak House (1968, unter anderen mit Garbarek und Jon Christensen), anschließend im Garbarek-Quartett und im Sextett sowie der Bigband von George Russell. Ein internationaler Durchbruch war für ihn 1969 das von Joachim Ernst Berendt produzierte Free Jazz Meeting Baden-Baden des Südwestfunks, wo er in einer von Lester Bowie geleiteten Band auftrat und mit kleineren Combos eigene Kompositionen präsentierte.
Seit seinem Mitwirken auf Garbareks ersten Alben auf dem deutschen Label ECM hat Rypdal dort zahlreiche Alben veröffentlicht, sowohl unter eigenem Namen als auch in Kooperationen, zum Beispiel mit dem Pianisten Ketil Bjørnstad, der Sängerin Karin Krog, Palle Mikkelborg, Jon Christensen, John Surman, Jack De Johnette, Michael Mantler, David Darling, Barre Phillips und anderen. 
Die Liste seiner Kompositionen umfasst sechs Symphonien, Chor- und Kammermusik (etwa Solo-Konzerte für Klavier und Horn) sowie Stücke für gemischte Ensembles aus klassischen und Improvisationsmusikern. ECM veröffentlichte 1998 ein Album, das sein Double Concerto/5th Symphony enthielt, und 2000 seine Lux Aeterna, eine intensive, persönliche Würdigung der Natur, des Lichts und der Berge aus Rypdals Kindheit.
Der britische Kritiker und Poesieprofessor Michael Tucker charakterisierte Rypdals Stil als „eine Mischung aus Rock- und Jazzphrasierungen mit einem Rubato-Interesse für Tonfarben und Dynamik, das oft nach der klassischen Welt duftet.“ Regisseur Michael Mann verwendete zwei Stücke der Alben Blue und Singles Collection für seinen Film Heat mit Al Pacino und Robert De Niro.

## Preise und Auszeichnungen
1975 erhielt er den Deutschen Schallplattenpreis für sein Album Odyssey. Die Silberharfe des Spellemannprisen wurde ihm 1981 verliehen, der Ehrenpreis des Spellemannprisen 2001. 1985 wurde er mit dem Buddyprisen und 1990  mit dem Gammleng-Preis geehrt. Das Album Undisonus wurde 1990 als Werk des Jahres von der Gesellschaft der Norwegischen Komponisten ausgezeichnet, das Album If Mountains Could Sing 1995 mit einem weiteren Spellemannprisen.

## Diskografie
- Get Dreamy (The Dream) (Polydor 842 972-2) 1967
- Bleak House (Polydor/Universal Norway 547 885-2) 1968
- Terje Rypdal (ECM 1016) 1971
- What Comes After (ECM 1031) 1974
- Whenever I Seem to be Far Away (ECM 1045) 1974
- Odyssey (ECM 1067/8) 1975
- After the Rain (ECM 1083) 1976
- Waves (ECM 1110) 1978
- Rypdal/Vitous/DeJohnette (mit Miroslav Vitouš und Jack DeJohnette) (ECM 1125) 1979
- Descendre (ECM 1144) 1980
- To Be Continued  (mit Miroslav Vitouš und Jack DeJohnette) (ECM 1192) 1981
- Eos (ECM 1263) 1984
- Chaser (ECM 1303) 1985
- Blue (ECM 1346) 1987
- The Singles Collection (ECM 1383) 1989
- Undisonus (ECM 1389) 1990
- Q.E.D. (ECM 1474) 1991
- Unplugged: Mozart and Rypdal (Hans Petter Bonden) (MTG-CD 21111) 1993
- The Sea (Bjørnstad/Darling/Rypdal/Christensen) (ECM 1545) 1995
- Nordic Quartet (Surman/Krog/Rypdal/Storaas) (ECM 1553) 1995
- If Mountains Could Sing (ECM 1554) 1995
- Skywards (ECM 1608) 1997
- The Sea II (Bjørnstad/Darling/Christensen/Rypdal) (ECM 1633) 1998
- Rypdal & Tekrø (RCA 74321 242962) 1997
- Rypdal/Tekrø II (Grappa) 1998
- Kartā (Stockhausen/Andersen/Héral/Rypdal) (ECM 1704) 2000
- Double Concerto / 5th Symphony (ECM 1567) 2000
- Selected Recordings (Volume VII of ECM's :rarum series) (rarum 8007) 2002
- Lux Aeterna (ECM 1818) 2002
- Vossabrygg (ECM 1984) 2006
- Life in Leipzig (mit Ketil Bjørnstad) (ECM 2052) 2008 (rec. 2005)
- Crime Scene (mit der Bergen Big Band) (ECM 2041) 2010
- Odyssey: In Studio & In Concert (3-CD-Box, ECM 2136-38) 1975-76/2012
- Melodic Warrior (mit The Hilliard Ensemble) (ECM 2006) 2013 (rec.: Dec. 2003, Nov. 2009)
- Conspiracy (ECM, 2020)[3]
- Catching Fire (mit Elephant9, Rune Grammofon 2024)